# Marketing người có ảnh hưởng
Marketing người có ảnh hưởng (hay còn gọi là Influencer marketing, marketing người có tầm ảnh hưởng hoặc marketing người có sức ảnh hưởng) là một hình thức marketing qua mạng xã hội. Đây là hình thức marketing với trọng tâm đặt vào những người có tầm ảnh hưởng hơn là việc đặt thị trường mục tiêu là tất cả trên các phương tiện truyền thông xã hội. Hình thức này sẽ nhận diện các cá nhân có sức ảnh hưởng đối với nhóm khách hàng tiềm năng và định hướng các hoạt động marketing xung quanh những người có ảnh hưởng đó.
Nội dung về người có ảnh hưởng có thể được trình bày giống như phương thức quảng cáo khách hàng chứng thực, trong đó họ tự đóng vai là một người mua hàng tiềm năng hoặc cũng có thể là bên thứ ba. Những người bên thứ ba này tồn tại trong chuỗi cung ứng (những người bán lẻ, sản xuất chế tạo, v.v...) hoặc cái gọi là người có ảnh hưởng bổ sung giá trị (ví dụ như nhà báo, giáo sư đại học, nhà phân tích nghề nghiệp và cố vấn chuyên nghiệp).

## Vai trò
- Sự tiếp cận rộng rãi: Mỗi Influencer đều có một lượng người theo dõi nhất định dẫn đến các bài viết của họ nhận được số lượng lớn người tiếp cận.
- Tạo lòng tin và độ tin cậy tốt: Người tiêu dùng có xu hướng tin vào bên thứ ba thay vì quảng cáo từ nhãn hàng. Theo thống kê cho thấy có ít nhất 615 triệu thiết bị trên thế giới sử dụng phần mềm chặn quảng cáo [3]. Việc sử dụng Influencer sẽ tạo dựng được lòng tin đối với khách hàng tốt hơn những quảng cáo thông thường.
- Tiếp cận đúng đối tượng khách hàng: Những người theo dõi các influencer sẽ quan tâm đến lĩnh vực mà các influencer đó đang hoạt động. Vì vậy khi lựa chọn Influencer phù hợp với lĩnh vực doanh nghiệp đang hoạt động sẽ giúp doanh nghiệp tiếp cận được đúng đối tượng khách hàng tiềm năng.
- Mang lại lợi nhuận và tỷ lệ hoàn vốn cao: Chi phí của Influencer marketing thấp hơn so với các kênh truyền thông khác ví dụ như quảng cáo truyền hình, quảng cáo qua mạng xã hội, báo đài... nhưng hiệu quả đem lại của nó vượt trội hơn hẳn dẫn đến lợi nhuận mang lại cho doanh nghiệp sẽ cao hơn.

## Ứng dụng
Thời đại công nghiệp 4.0 lên ngôi, Influencer marketing là một trong những xu hướng phát triển mạnh mẽ nhất trên nền tảng digital (truyền thông kỹ thuật số). Có đến 78% người dùng online bị ảnh hưởng từ lời khuyên của những người họ tin tưởng. 9/10 người mua hàng qua nhận xét của người khác trên mạng xã hội. 9/10 người tin vào lời giới thiệu của người mà họ theo dõi. Và 4/10 người đặt mua sản phẩm khi thấy Influencer sử dụng sản phẩm đó. Các nhà tiếp thị sử dụng Influencer marketing để thiết lập độ tin cậy cho hình ảnh thương hiệu và sản phẩm, dịch vụ của mình trong một thị trường cụ thể.
Về hoạt động, một Influencer tạo các cuộc trò chuyện xã hội về một thương hiệu và sản phẩm; những người khác tập trung vào việc thúc đẩy bán hàng.